# Légköri front
A légköri front a meteorológiában egy határfelületet jelent, amely két, légnyomás és páratartalom szempontjából alapvetően ellentétes tulajdonságú légtömeg találkozásánál alakul ki.
A front szó eredete a latin „frons” szóra vezethető vissza, ami homlok arcvonalat, homlokzatot jelent.
Egy-egy időjárási front több száz, sőt akár ezer kilométer hosszan is elnyúlhat. Ezek a légköri frontok és határfelületek az időjárás alapvető és tartós változását okozzák. 
A légköri frontok közeledése az időjárási elemeken is felismerhetők, a légnyomás süllyed, a levegő páratartalma megemelkedik, a front átvonulása szélfordulással és szélerősödéssel is jár.
A frontokat jellegzetes felhőképek kísérik.

## Melegfront

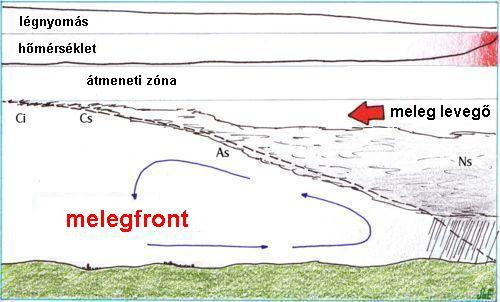
Melegfront

Melegfront esetében a meleg levegő kisebb sűrűsége miatt felsiklani kényszerül a hidegebb és sűrűbb levegőtömegre.
Ha rendszeresen figyeljük az eget, akkor mi is előrejelezhetjük a melegfrontot. Először vékony fátyolfelhők (cirruszok) jelennek meg, majd fokozatosan megvastagszanak, lepelfelhő (altosztrátusz), nimbosztrátusz, sztrátusz típusú felhők keletkeznek, miközben csökken a légnyomás. Többnyire csendes esőt hoznak.
A légnyomás a melegfront érkezése előtt mindig erősen süllyed, átvonulása után általában nem változik. 
Ha a melegfront levegője nedves, a front sokkal hevesebb lesz. Élénk felszálló – turbulens – áramlások alakulhatnak ki, amit zivatarok, mennydörgések, villámlások kísérnek. A csapadék formája a csendes esőtől a heves záporig terjedhet, sőt ezek váltogathatják egymást.
A front felhőzete nem egyenletes, a rétegfelhőket gomolyos, pamacsos szerkezetű felhők kísérik.
Magyarországon főként a Földközi-tengerről jövő mediterrán ciklonokkal kapcsolatos frontok jellemzőek, de – főleg télen – az Atlanti-óceán felől érkező frontok is előfordulnak.
A melegfrontban előforduló felhőtípusok:
- Ci Cirrus – Pehelyfelhő
- Cs Cirrostratus – Fátyolfelhő
- Ac Altocumulus – Gomolyfelhő, párnafelhő
- Ns Nimbostratus – Réteges esőfelhő

Orvosmeteorológiai szempontból a melegfrontra, – a testalkatot figyelembe véve – általában inkább a kövérebb, alacsonyabb, vagy középmagas termetű emberek érzékenyebbek. A melegfront-átvonulás alatt, az arra érzékenyebb emberek ingerlékennyé válnak, vérnyomásuk emelkedik. Esetükben a pulzus szaporábban ver, szívpanaszaik is általában ilyenkor jelentkeznek. Melegfront ideje alatt az idősebb emberek „kapkodnak” a levegő után, a testhőmérséklet is emelkedhet, sokszor hirtelen láz is felléphet. Ekkor gyakoribbak a vérzéses kórformák, mint például az orrvérzés, agyvérzés, műtét utáni vérzések. A nagyobb melegfront-átvonuláskor a fertőző és gyulladásos megbetegedések száma is hirtelen megemelkedik. A melegfrontra érzékenyebb emberek teljesítménye inkább a kora délelőtti órákban mondható megfelelőnek.

## Hidegfront

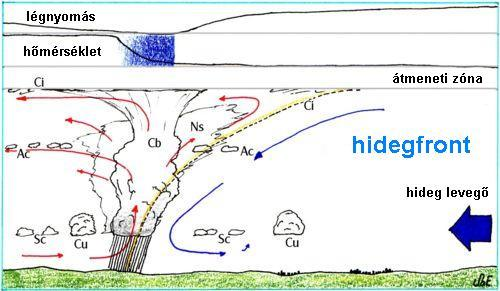
Hidegfront

Amikor hideg légtömeg mozdul el a meleg légtömeg felé, a nagyobb sűrűsége miatt a földfelszín közelében elhelyezkedő melegebb levegő alá beékelődik. Emiatt a határfelületen heves, felfelé irányuló légáramlások alakulnak ki. A meleg levegő emelkedése nem egyenletes, mint a melegfrontnál, sőt a hidegfront felülete mentén leszálló légmozgások is kialakulhatnak (katafront jelenség). A felszín közelében a súrlódás és helyi áramlások miatt a határfelület szinte orrszerűen behajlik, és a hideg levegő egy része a magasban „előresiet”. Ekkor labilis rétegképződés alakul ki a meleg és a hideg levegőrétegek között. Több felhőfajta is jelzi a hidegfrontot. De a legszembetűnőbb az üllő alakú cumulonimbus, vagyis zivatarfelhő, ami akár a 12 km-es magasságot is elérheti. Ezek a felhők záport, zivatart, erős széllökéseket és jégesőt is hozhatnak.
A légnyomás a hidegfront érkezése előtt mindig csökken, utána gyakran igen gyorsan emelkedik.
A hidegfront érkezésekor a szél lökésszerűen viharossá erősödhet. Jellemző csapadékformája a zápor, zivatar, jégesővel kísérve. A front haladási sebessége általában 25–40 km/h.
A térben nem mozduló, vagy igen lassan haladó hidegfront esetén a melegfronthoz hasonló időjárás és felhőzetek alakulnak ki. A szél egyenletessé válik, a felhők réteges szerkezetűek, és ekkor a csapadék több napon át hullhat.
Magyarországra az Atlanti-óceán felől érkező hidegfrontok a legyengülés és a kontinens feletti kiszáradás miatt nem, vagy igen kevés csapadékot hoznak.
A hidegfrontban előforduló felhőtípusok:
- Ci Cirrus – Pehelyfelhő
- Ac Altocumulus – Gomolyfelhő, párnafelhő
- Cb Cumulonimbus – Zivatarfelhő
- Sc Stratocumulus – Réteges gomolyfelhő
- Cu Cumulus – Gomolyfelhő

A hidegfrontokat a frontfelület mentén végbemenő függőleges légmozgások és az ezzel szorosan összefüggő felhőrendszerük alapján két típusba sorolják: 
Az elsőfajú hidegfront esetében a meleg levegő alá benyomuló hideg légtömeg jelentős magasságig passzív felsikló felületet (anafrontot) eredményez a frontfelület mentén. Ezek a hidegfrontok lassú mozgásúak, kevésbé energikusak. Felhőzetük a meleg levegő hasonló frontfelület menti mozgása miatt sok tekintetben megegyezik a melegfront felhőzetével. A hideg levegőék orránál, ahol a meredek frontfelület miatt igen erőteljes és majdnem függőleges a feláramlás, nagy magasságokig feltornyosuló Cb alakul ki. Ezután azonban fordított sorrendben a melegfront jellegzetes felhői következnek. Az Ns feltűnésével a front közeledtét jelző, a Cb-ből hulló záporos csapadék hosszabb ideig tartó egyenletes csapadékba megy át a front átvonulásakor. Ez a front utáni csapadékzóna azonban keskenyebb, mint a melegfront csapadékzónája.
A másodfajú hidegfront esetében a frontfelület 2–3 km magasságban orr-szerűen előbb jár, mint a talajfelszínen. A hideg levegőék orránál olyan heves függőleges feláramlás alakul ki, hogy a feláramlott levegő pótlására a frontfelületen is ide áramlik a meleg levegő. Aktív lesiklási felület (katafront) alakul tehát ki a frontfelület magasabban fekvő részein. Felhőrendszere nem nagy szélességű, az előrenyomuló frontfelület orránál létrejövő heves lökéses feláramlások miatt különösen akkor, ha a meleg légtömeg ingatag egyensúlyi helyzetű a front előtt valóságos felhőgátat alkotó Cb felhő jön létre. Ebből a felhőből közvetlenül a frontvonal előtt és mögött záporos csapadék hullik, a csapadéksáv azonban jóval keskenyebb, mint az elsőfajú hidegfrontnál. A front elvonulása után a frontfelület magasabban fekvő részein uralkodó leszálló légmozgások miatt a felhőzet csakhamar feloszlik.
Orvosmeteorológiai szempontból a hidegfrontra – a testalkatot figyelembe véve – általában a vékonyabb, magas termetű emberek érzékenyebbek. Jellemző rájuk az alacsonyabb vérnyomás, amely a hidegfront-átvonulás alatt még alacsonyabb. Az ekkor kialakuló kellemetlen közérzet miatt érezhetik úgy, hogy menten összeesnek. Az ilyen típusú emberek általában nem szeretnek korán felkelni, nem a lustaságuk, hanem az alacsonyabb vérnyomásuk miatt. Ez az embertípus reggel képtelen egy falatot is lenyelni, annál inkább kívánja a kávét. A hidegfrontra érzékenyebb emberek a délutáni órákban sokkal jobb teljesítményt nyújtanak.

## Okklúziós front

Okklúziós front, az északi féltekén megjelenő formában (oldalnézet)

Az okklúzió szó eredeti jelentése elzáródás, dugulás.
Okklúziós front jön létre, ha egy hidegfront megelőz egy melegfrontot. A légtömegek összetorlódása a magasban jön létre. A torlódás helyét néha hármaspontnak is nevezik, azon a helyen, ahol a hidegfront, a melegfront és az okklúziós front találkozik. A jelenség gyakran társul alacsony légnyomással.

## Külső hivatkozások
- www.met.hu
- Előrejelzés, időjárás
- A hidegfront kialakulása és hatása az emberi szervezetre (Molnár László meteorológus cikke)